# Vlag van Burgwerd

Vlag van Burgwerd

De vlag van Burgwerd is de dorpsvlag van het Nederlandse dorp Burgwerd, in de Friese gemeente Súdwest-Fryslân. Deze vlag is ontworpen door Klaes Sierksma. De vlag werd in 1955 aangenomen en in 1969 geregistreerd.
Bij gemeenteraadsbesluit van 19 april 1955 zijn een vlag vastgesteld voor de 27 dorpen van de vroegere gemeente Wonseradeel. Deze vlag is ontworpen door Klaes Sierksma.

## Ontwerp
De vlag bestaat uit een groen veld met een witte diagonale baan die van linksonder naar rechtsboven doorloopt. Aan de mastzijde toont een blauwe verticale baan met daarin een wit blokje.

## Verklaring
De kleuren groen en wit zijn afgeleid van het dorpswapen. Het groen staat voor de terp in het dorp. De witte baan verwijst naar de weilanden rondom het dorp. De mastzijde toont de vlag van Wonseradeel, de gemeente waar Burgwerd eerder tot behoorde.

## Zie ook

Wapen van Burgwerd